# Ludivine Sagnier
Ludivine Sagnier (La Celle-Saint-Cloud, 3 luglio 1979) è un'attrice e doppiatrice francese.

## Biografia
Bambina prodigio, ha cominciato a recitare a nove anni e nel 1989 è apparsa per la prima volta sul grande schermo in Voglio tornare a casa!, di Alain Resnais e Les Maris, les femmes, les amants di Pascal Thomas. Nel 1990 ha avuto una parte nel colossal Cyrano de Bergerac mentre successivamente ha recitato soprattutto in film per la televisione. Ludivine Sagnier è stata la protagonista di due film presentati al Festival di Cannes del 2003, ovvero La Petite Lili e Swimming Pool. Sempre nel 2003 ha interpretato nel Peter Pan di P. J. Hogan il personaggio di Campanellino, personaggio interamente mimico. 
Ha recitato in molti film del regista francese François Ozon, tra cui Gocce d'acqua su pietre roventi, 8 donne e un mistero, Swimming Pool e Sotto le foglie, diventando una delle attrici francesi più apprezzate e note al pubblico.
Nel 2014 ha impersonato la madre della protagonista nel film Lou! Journal infime, trasposizione cinematografica dell'omonimo fumetto di Julien Neel.

## Vita privata
Il 21 marzo 2005 ha dato alla luce la prima figlia, Bonnie, avuta dall'ex fidanzato, l'attore Nicolas Duvauchelle. Attualmente è legata al regista Kim Chapiron, da cui il 3 gennaio 2009 ha avuto la seconda figlia, Ly Lan.

## Filmografia parziale

### Cinema
- Voglio tornare a casa! (I Want to Go Home), regia di Alain Resnais (1989)
- Les Maris, les Femmes, les Amants, regia di Pascal Thomas (1989)
- Cyrano de Bergerac, regia di Jean-Paul Rappeneau (1990)
- Rembrandt, regia di Charles Matton (1999)
- Gocce d'acqua su pietre roventi (Gouttes d'eau sur pierres brûlantes), regia di François Ozon (1999)
- I figli del secolo (Les Enfants du siècle), regia di Diane Kurys (1999)
- Un jeu d'enfants, regia di Laurent Tuel (2001)
- Mia moglie è un'attrice (Ma femme est une actrice), regia di Yvan Attal (2001)
- 8 donne e un mistero (8 Femmes), regia di François Ozon (2001)
- Piccoli tradimenti (Petites Coupures), regia di Pascal Bonitzer (2002)
- La Petite Lili, regia di Claude Miller (2002)
- Swimming Pool, regia di François Ozon (2003)
- Peter Pan, regia di P. J. Hogan (2003)
- Parva e il principe Shiva (La Légende de Parva), regia di Jean Cubaud (2003) - voce
- Une aventure, regia di Xavier Giannoli (2005)
- L'innocenza del peccato (La Fille coupée en deux), regia di Claude Chabrol (2006)
- Les Chansons d'amour, regia di Christophe Honoré (2007)
- Le avventure galanti del giovane Molière (Molière), regia di Laurent Tirard (2007)
- Un secret, regia di Claude Miller (2007)
- Nemico pubblico N. 1 - L'istinto di morte (Mesrine: L'Instinct de mort), regia di Jean-François Richet (2008)
- Nemico pubblico N. 1 - L'ora della fuga (Mesrine: L'Ennemi public n° 1), regia di Jean-François Richet (2008)
- Pieds nus sur les limaces, regia di Fabienne Berthaud (2009)
- Crime d'amour, regia di Alain Corneau (2010)
- Les Bien-Aimés, regia di Christophe Honoré (2011)
- The Devil's Double, regia di Lee Tamahori (2011)
- Un mostro a Parigi (Un monstre à Paris), regia di Bibo Bergeron (2011) - voce
- Amour et Turbulences, regia di Alexandre Castagnetti (2013)
- Lou! Journal infime, regia di Julien Neel (2014)
- La resistenza dell'aria (La Résistance de l'air), regia di Fred Grivois (2015)
- Remi, regia di Antoine Blossier (2018)
- Un sogno per papà (Fourmi), regia di Julien Rappeneau (2019)
- Le verità (La Vérité), regia di Hirokazu Kore'eda (2019)
- Napoleon, regia di Ridley Scott (2023)
- Leurs enfants après eux, regia di Ludovic e Zoran Boukherma (2024)
- Sotto le foglie (Quand vient l'automne), regia di François Ozon (2024)

### Televisione
- Napoléon – miniserie TV, 4 puntate (2002)
- The Young Pope – serie TV, 10 episodi (2016)
- The New Pope – serie TV, 9 episodi (2020)
- Lupin – serie TV, 17 episodi (2021-in corso)
- The Serpent Queen – serie TV, 11 episodi (2022-2024)

## Doppiatrici italiane
Nelle versioni in italiano dei suoi film, Ludivine Sagnier è stata doppiata da:
- Valentina Mari in Napoléon, Nemico pubblico N.1 - L'istinto di morte, Nemico pubblico N.1 - L'ora della fuga, The Young Pope, Remi, The New Pope
- Domitilla D'Amico in L'innocenza del peccato, Le verità
- Eleonora Reti in Lupin, The Serpent Queen
- Myriam Catania in Gocce d'acqua su pietre roventi
- Selvaggia Quattrini in Mia moglie è un'attrice
- Alessia Amendola in 8 donne e un mistero
- Claudia Pittelli in Swimming Pool
- Gaia Bolognesi in Un sogno per papà
- Federica De Bortoli in Sotto le foglie

Da doppiatrice è sostituita da: 
- Federica De Bortoli in Parva e il principe Shiva
- Simona Borioni ne Un mostro a Parigi